# Francesco Piazza (artista)
Francesco Piazza (Venezia, 17 agosto 1931 – Treviso, 28 luglio 2007) è stato un pittore, incisore, poeta ed educatore italiano.

## Biografia
Ha operato come pittore, incisore e poeta fin dagli anni giovanili, e ha dedicato gran parte della sua vita all'educazione dei giovani attraverso lo scautismo. Alla morte della moglie e per ricordarla dà corpo e sostanza alla Fondazione "Anna Maria Feder Piazza" Onlus.

### Pittore e incisore
Radicato nell'ambiente di Treviso, si distingue nel campo dell'acquaforte; nel 1954 vince il primo premio del Bianco e Nero di Cittadella. Tra il 1951 e il 1956 partecipa a manifestazioni artistiche, fra le quali la Biennale d’Arte Triveneta di Padova, la Biennale di Venezia, la mostra dell'Incisione Contemporanea Opera Bevilacqua La Masa di Venezia, gli Incontri della Gioventù di Roma, la Mostra Nazionale del Disegno e dell'Incisione Moderna di Reggio Emilia, la Mostra Triveneta del Bianco e Nero di Udine.
La tradizione più nobile della grafica veneta, che da lui trae espressione singolare e la sua sensibilità creativa gli hanno valso, in seguito, collocazioni di rilievo in valide manifestazioni internazionali:
- Cleveland e Boston, Contemporary Italian Artists;
- Mosca - Museo Puskin, Leningrado - Museo dell’Hermitage, Alma Ata – Galleria d’Arte Moderna: Grafica Veneta Contemporanea nel quadro delle manifestazioni Regione Veneto - URSS;
- Venezia, Celebrazioni di Aldo Manuzio;
- Venezia, Scuola Grande di San Giovanni Evangelista;
- Oderzo, Biennale di Incisione “Alberto Martini”;
- Londra, Barbican Centre: “Print Europe”;

Dal 1974 espone con sue personali, in molte città italiane e all'estero, principalmente in Europa, ma anche in America e Australia. Il critico Sandro Zanotto esprime la visione dell'arte figurativa di Piazza scrivendo: «…Ciò che non manca di sconcertare nell'opera di Piazza è come il concetto di una sacralità della natura, che l'arte deve rivelare, venga espresso sempre nei moduli della più assoluta fedeltà al vero. … Da Guglielmo Ciardi, Giovanni Fattori e Giovanni Barbisan ha acquisito, oltre al magistero tecnico, l'idea di base della pittura di paesaggio, che però ha concettualmente superato quando scoprì la sentenza di Gustav Klimt: “Il paesaggio è qualcosa di sacro, che vive indipendente dall'uomo.” C'era da rivoluzionare, prima e al di là della pittura, l'atteggiamento con cui ci si doveva accostare al paesaggio e agli elementi vivi di esso, l'occhio con cui lo si doveva guardare e l'animo che lo doveva sentire.»

### Poeta
Ha scritto poesie fin dall'età di nove anni. Nel 1941 esce la sua prima pubblicazione «Primi palpiti di poesia», nel 1943 la seconda «Primi voli». In età matura ha pubblicato altre due raccolte: “Alberi Anime”
(1985) e “Mendicavamo canti di usignoli” (1992). Nel 2017 la Fondazione Feder Piazza onlu pubblica, postuma, una nuova raccolta di poesie dal titolo «Se vivere è un camminare leggero».

### Impegno nello scautismo
Nel 1949, assieme al fratello Gino, introduce lo scautismo ad Asolo (TV) e fa la sua promessa scout il 16 ottobre dello stesso anno. Nel 1952, trasferitosi a Treviso, assume la responsabilità del Branco dei Lupetti di Santa Maria del Rovere e dal 6 settembre 1955 diviene Capo del Riparto scout. Impegnato in questa attività educativa fino al 1967, si occupa poi della gestione del gruppo scout Treviso 2°, che comprende le parrocchie della periferia nord di Treviso.
Dopo l'unificazione (1974) di ASCI e AGI nell'AGESCI, concorre a fondare l'associazione locale "Gruppi e Ceppi Scout Cattolici – Treviso" che confluisce (1976) nell'Associazione Italiana Guide e Scouts d'Europa Cattolici, alla cui nascita contribuisce.
Esce dallo scautismo attivo nel 1976, dopo aver composto numerosi canti scout.

### Mostre e manifestazioni
- Cortina d'Ampezzo, Terrazza Cortina;
- Asolo, Castello Cornaro;
- Monaco di Baviera, Innsbruck, Vienna, Cracovia, Varsavia, Istituto Italiano di Cultura;
- Piazzola sul Brenta, Centro Culturale d'Arte Moderna e Contemporanea, Villa Simes-Contarini;
- Roma, Libreria R. Croce;
- Parigi, Bibliotheque Internationale de Musique Contemporaine;
- Ratisbona, Galerie Grcic-Ziersch;
- Toronto, Biblioteca di Downsview;
- Brisbane, College of Advanced Education;
- Sydney, Mildura, Hobart, Dante Alighieri Society;
- Monaco di Baviera, Europäisches Patentamt;
- Mantova, Basilica Palatina di Santa Barbara;
- Roma, Circolo San Pietro;
- Venezia, Museo d'Arte Sacra Sant'Apollonia;
- Augusta, Museo Civico;
- Cracovia, Museo Nazionale;
- Parigi, Maison de l'Italie;
- Treviso, Battistero del Duomo - 2007;
- Treviso, Museo Luigi Bailo – 2017
- Padova, Galleria La Rinascente – 2018.

### Edizioni di acqueforti
- Centro Internazionale della Grafica di Venezia;
- Corbo e Fiore di Venezia;
- Rebellato di Cittadella;
- Nuovi Sentieri di Belluno;
- Istituto Italiano per la Grafica d'Autore di Milano;
- Diffusione Grafica di Treviso.

### Opere monografiche
- Francesco Piazza acqueforti, Belluno, Nuovi Sentieri Editore, 1980
- Francesco Piazza presentato da Carlo Munari, Belluno, Nuovi Sentieri Editore,1982
- L'infinito nel giardino, Milano, Edizioni Electa, 1989 - 1995 ISBN 88-435-301-2-7
- Segno e colore, Villorba (TV), EurocromLibri - Zanotto Editore, 2017 ISBN 978-88-99945-06-0

### Raccolte di poesie
- Alberi anime, Edizioni “La Stamperia dell’Ariete”, terza edizione 2012
- Mendicavamo canti di usignolo, Edizioni “La Stamperia dell’Ariete”, 1992
- Se vivere è un camminare leggero, Edizioni “Biblioteca dei Leoni”, 2017 ISBN 978-88-85460-03-4
- I 52 canti scout, Villorba (TV), EurocromLibri - Zanotto Editore, 2018 ISBN 978-88-99945-11-4